# Własność Radona-Nikodýma
Własność Radona-Nikodýma – własność przestrzeni Banacha, która pozwala na rozszerzenie klasycznego twierdzenia Radona-Nikodýma na miary wektorowe o wartościach w danej przestrzeni. Klasa przestrzeni Banacha mających własność Radona-Nikodýma pozwala na przeniesienie klasycznych twierdzeń dotyczących różniczkowania (jak, na przykład, twierdzenie Rademachera) na funkcje o wartościach wektorowych.

## Definicja
Niech {\displaystyle X} będzie przestrzenią Banacha. Przestrzeń {\displaystyle X} ma własność Radona-Nikodýma względem przestrzeni z miarą ({\displaystyle \Omega ,} {\displaystyle \mu }), gdy dla każdej miary wektorowej {\displaystyle \nu } o ograniczonym wahaniu, która jest bezwzględnie ciągła względem {\displaystyle \mu } istnieje taka funkcja
{\displaystyle g\colon \Omega \to X}
całkowalna w sensie Bochnera (nazywana pochodną Radona-Nikodýma miary {\displaystyle \nu }), że
{\displaystyle \nu (A)=\int \limits _{A}g(\omega )\mu (\mathrm {d} \omega )}
dla każdego {\displaystyle \mu }-mierzalnego zbioru {\displaystyle A.} Przestrzeń Banacha ma własność Radona-Nikodýma, gdy ma własność Radona-Nikodýma względem każdej przestrzeni z miarą probabilistyczną.

### Własność Radona-Nikodýma przestrzeni ℓ1
Niech ({\displaystyle \Omega ,} {\displaystyle \mu }) będzie przestrzenią probabilistyczną oraz niech {\displaystyle \nu } będzie miarą wektorową o wartościach w przestrzeni ℓ1, która jest bezwzględnie ciągła względem {\displaystyle \mu ,} tj. dla wszelkich zbiorów {\displaystyle \mu }-mierzalnych {\displaystyle A} zachodzi warunek
{\displaystyle \|\nu (A)\|\leqslant \mu (A).}
Ponieważ elementami przestrzeni ℓ1 są ciągi, można zapisać
{\displaystyle \nu (A)={\big (}\nu _{1}(A),\nu _{2}(A),\nu _{3}(A),\dots {\big )}.}
Każda z miar skalarnych {\displaystyle \nu _{i}} jest bezwzględnie ciągła względem {\displaystyle \mu ,} więc w przypadku każdej z nich stosuje się twierdzenie Radona-Nikodýma, tj. istnieją funkcje całkowalne
{\displaystyle g_{i}\colon \Omega \to \mathbb {C} }
o tej własności, że
{\displaystyle \nu _{i}(A)=\int \limits _{A}g_{i}(\omega )\mu (\mathrm {d} \omega ).}
Funkcja
{\displaystyle g(\omega )={\big (}g_{1}(\omega ),g_{2}(\omega ),\dots {\big )}}
przyjmuje wartości w ℓ1 dla prawie wszystkich {\displaystyle \omega } oraz jest pochodną Radona-Nikodýma {\displaystyle \nu .}

## Charakteryzacja przez funkcje lipschitzowskie
Niech {\displaystyle X} będzie przestrzenią Banacha. Wówczas ma ona własność Radona-Nikodýma wtedy i tylko wtedy, gdy każda funkcja lipschitzowska
{\displaystyle f\colon [0,1]\to X}
jest różniczkowalna prawie wszędzie.

### L1{\displaystyle L_{1}}nie ma własności Radona-Nikodýma
Używając powyższej charakteryzacji można wykazać, że przestrzeń {\displaystyle L_{1}[0,1]} nie ma własności Radona-Nikodýma. Istotnie, funkcja
{\displaystyle f\colon [0,1]\to L_{1}[0,1]}
dana wzorem
{\displaystyle f(t)={\mathsf {1}}_{[0,t]}\quad (t\in [0,1])}
spełnia warunek Lipschitza, ponieważ jest izometrią. Dla
{\displaystyle 0\leqslant s<t<1}
wyrażenie
{\displaystyle {\frac {f(t)-f(s)}{t-s}}={\frac {{\mathsf {1}}_{(s,t]}}{t-s}}}
ma normę 1, a więc nie jest zbieżne do 0 przy żadnym ustalonym {\displaystyle s} oraz {\displaystyle t\to s}.

## Twierdzenie Lindenstraussa
Joram Lindenstrauss udowodnił, że każdy niepusty, domknięty i wypukły podzbiór przestrzeni mającej własność Radona-Nikodýma ma punkt ekstremalny.

## Przykłady
Wszystkie wymienione niżej klasy przestrzeni Banacha mają własność Radona-Nikodýma:
- przestrzenie refleksywne,
- przestrzenie ośrodkowe będące przestrzeniami sprzężonymi; ogólniej, podprzestrzenie przestrzeni WCG będące przestrzeniami sprzężonymi pewnych przestrzeni,
- przestrzenie lokalnie jednostajnie wypukłe będące przestrzeniami sprzężonymi,
- przestrzenie słabo lokalnie jednostajnie wypukłe będące przestrzeniami sprzężonymi pewnych przestrzeni,
- przestrzenie sprzężone przestrzeni, w których norma jest funkcją różniczkowalną w sensie Frécheta,
- przestrzeń {\displaystyle \ell _{1}(\Gamma ),} gdzie {\displaystyle \Gamma } jest dowolnym zbiorem,
- przestrzenie Hardy’ego,
- przestrzeń szeregów bezwarunkowo zbieżnych w {\displaystyle X} dla przestrzeni {\displaystyle X} mających własność Radona-Nikodýma,
- przestrzeń {\displaystyle L_{p}(\mu ,X),} gdy {\displaystyle X} ma własność Radona-Nikodýma.

Wymienione niżej przestrzenie nie mają własności Radona-Nikodýma:
- przestrzenie {\displaystyle c,c_{0},\ell _{\infty },L_{\infty }([0,1]),}
- przestrzenie operatorów zwartych i przestrzenie operatorów liniowych i ciągłych na {\displaystyle X,} gdy {\displaystyle X=L_{p}} lub {\displaystyle X=c_{0}.}